# Yvel (Fluss)
Der Yvel (im Oberlauf: Hivet) ist ein Fluss in Frankreich, der in der Region Bretagne verläuft. Er entspringt im Gemeindegebiet von Saint-Vran, entwässert zunächst nach Südost, dreht später auf Südwest, bildet den Stausee Étang au Duc und mündet nach rund 58 Kilometern knapp südwestlich von Ploërmel als linker Nebenfluss in den Ninian. Auf seinem Weg durchquert der Yvel die Départements Côtes-d’Armor und Morbihan.

## Orte am Fluss
(Reihenfolge in Fließrichtung)
- Merdrignac
- Brignac
- Néant-sur-Yvel
- Loyat
- Taupont
- Ploërmel